# Евлантьев
Евлантьев — хутор в Боковском районе Ростовской области.
Входит в состав Земцовского сельского поселения.

## География
На хуторе имеются две улицы: Луговая и Садовая.

## Население
| 1989 | 2002 | 2010 |
| ---- | ---- | ---- |
| 72   | ↗83  | ↘82  |

## Достопримечательности
Территория Ростовской области была заселена еще в эпоху неолита. Люди, живущие на древних стоянках и поселениях у рек, занимались в основном собирательством и рыболовством. Степь для скотоводов всех времён была бескрайним пастбищем для домашнего рогатого скота. От тех времен осталось множество курганов с захоронениями  жителей этих мест. Курганы и курганные группы находятся на государственной охране.
Поблизости от территории хутора Евлантьев Боковского района расположено несколько достопримечательностей – памятников археологии. Они охраняются в соответствии с Федеральным законом от 25.06.2002 N 73-ФЗ "Об объектах культурного наследия (памятниках истории и культуры) народов Российской Федерации", Областным законом от 22.10.2004 N 178-ЗС "Об объектах культурного наследия (памятниках истории и культуры) в Ростовской области", Постановлением Главы администрации РО от 21.02.97 N 51 о принятии на государственную охрану памятников истории и культуры Ростовской области и мерах по их охране и др. 
- Курган "Евлантьев II".  Расположен на расстоянии около  3,3 км к югу от хутора Евлантьева.
- Курганная группа "Евлантьев I" (5 курганов). Расположена на расстоянии около 1,6 км к юго-западу от хутора Евлантьева.
- Курганная группа "Евлантьев III" (4 кургана). Расположена на расстоянии около 2,25 км к востоку от хутора Евлантьева[4].